# Pain aux raisins

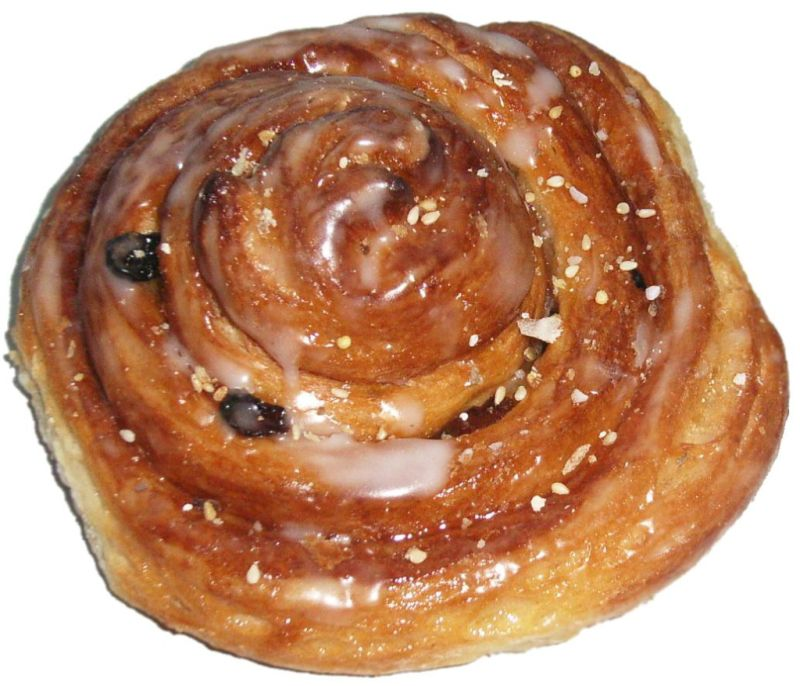
pain aux raisins.

El pain aux raisins ("pan con uvas pasas" en francés) es una pieza de bollería francesa, equivalente a la caracola española. Se elabora con una masa hojaldrada mezclada con pasas y crema pastelera, y enrollada en espiral aplanada. Se le da lustre con una fina capa de azúcar o azúcar glas o huevo.
Al tratarse de una viennoiserie, se supone que su origen es centroeuropeo. Se suele encontrar en prácticamente todas las pastelerías de Francia, España y Alemania. En este último país se llama Schnecke, al igual que en el noreste de Francia, schneck. Incluso en países de Latinoamérica como México es muy común, en donde se llama rol y puede incluir canela.
- Datos: Q646003
- Multimedia: Pain aux raisins / Q646003